# Edmundo (football, 1963)
Pour le footballeur brésilien, voir Edmundo.
Edmundo Joaquim Pascoal da Silva, dit Edmundo, né le 12 octobre 1963 à Setúbal, est un footballeur portugais qui évoluait au poste de défenseur central. Après sa carrière de joueur, il s'est reconverti comme entraîneur.

## Biographie

### Joueur
Edmundo débute le football à Setúbal dans le club local Comércio e Indústria, avant de rejoindre les équipes jeunes du Vitória FC. Il passe cinq saisons dans l'équipe senior de Vitória FC, où il se distingue comme un défenseur fiable.
En 1986, il rejoint le prestigieux Benfica Lisbonne. En décembre de la même année, après une défaite 1–7 lors d'un derby de Lisbonne contre le Sporting CP à l'extérieur, Edmundo remplace António Oliveira et forme un duo défensif avec Dito pour le reste de la saison 1986-87. Cependant, il perd sa place de titulaire avec l'arrivée de Carlos Mozer,.
Il joue pendant deux saisons avec le club lisboète, réalisant notamment le doublé Coupe du Portugal/championnat portugais en 1986-87.
Lors de la campagne européenne de Coupe des clubs champions en 1987-1988, il dispute deux rencontres dont un quart de finale retour le RSC Anderlecht. Edmundo ne jouera aucun autre match dans cette édition dont la finale a été perdue par Benfica.
Il est ensuite prêté à Vitória FC  puis au CF Belenenses avec lequel il signe définitivement. Il joue également pour l'Estrela da Amadora, contribuant à plusieurs campagnes de Primeira Liga et Segunda Liga. Il termine sa carrière professionnelle en 1998 à l'União Montemor (en).

### Entraîneur
Il poursuit une carrière d'entraîneur, principalement en tant qu'adjoint ou dans les équipes de jeunes au sein du Vitória FC mais aussi dans des clubs de divisions inférieures comme l'Imortal DC ou le GD Sesimbra.

## Palmarès
Benfica
- Championnat du Portugal :  
  - Vainqueur : 1986-87.
- Coupe du Portugal :  
  - Vainqueur: 1986-87.